# فيليبو بوزاتو
فيليبو بوزاتو (بالإيطالية: Filippo Pozzato)‏ مواليد 10 سبتمبر 1981 في إيطاليا، هو دراج إيطالي في صنف سباق الدراجات على الطريق. شارك في دورة الألعاب الأولمبية الصيفية.

## سجل النتائج

### سباقات أو مراحل فاز بها
- طواف فرنسا
- طواف إيطاليا

## وصلات خارجية
- الموقع الرسمي

## روابط خارجية
- فيليبو بوزاتو على موقع الاتحاد الدولي للدراجات (الإنجليزية)
- فيليبو بوزاتو على موقع أرشيف الدراجات (الإنجليزية)
- فيليبو بوزاتو على موقع إحصائيات الدراجات الإحترافية (الإنجليزية)
- فيليبو بوزاتو على موقع نسبة الدراجات (الإنجليزية)
- فيليبو بوزاتو على موقع CycleBase (الإنجليزية)
- فيليبو بوزاتو على موقع أوليمبيديا (الإنجليزية)